# Costa Book Award
Der Costa Book Award, vor 2006 Whitbread Book Award, war ein britischer Literaturpreis, der von 1971 bis 2021 verliehen wurde. Er wurde von der Café-Kette Costa Coffee gesponsert, die zum Konzern Whitbread gehörte, bevor sie Anfang 2019 von The Coca-Cola Company übernommen wurde.

## Modalitäten
Der Preis wurde jährlich in fünf Sparten vergeben:
- Erster Roman
- Roman
- Lyrik
- Biografie
- Kinderbuch

Aus den Siegern dieser Kategorien wurde außerdem ab 1985 jeweils kurz danach zusätzlich das Book of the Year (dt. Buch des Jahres) gekürt.
Jeder Spartenpreis war mit 5.000 Pfund dotiert, das Buch des Jahres zusätzlich mit 30.000 Pfund. Für den Costa Book Award kamen nur Autoren mit Wohnsitz im Britischen Königreich oder Irland infrage.
Im Juni 2022 wurde vom bisherigen Preisgeber ohne Angabe von Gründen mitgeteilt, dass die Vergabe des Preises beendet worden sei.

## Preisträger

### Preisträger desWhitbread Book Awards

#### 1971 bis 1980
1971:
- Roman: The Destiny Waltz von Gerda Charles
- Lyrik: Mercian Hymns von Geoffrey Hill
- Biografie: Henrik Ibsen von Michael Meyer

1972:
- Roman: The Bird of Night von Susan Hill
- Biografie: Trollope von James Pope-Hennessy
- Kinderbuch: The Diddakoi von Rumer Godden

1973:
- Roman: The Chip Chip Gatherers von Shiva Naipaul
- Biografie: CB: A Life of Sir Henry Campbell-Bannerman von John Wilson
- Kinderbuch: The Butterfly Ball and the Grasshopper’s Feast von Alan Aldridge (illustr.) und William Plomer (text)

1974:
- Roman: The Sacred and Profane Love Machine von Iris Murdoch
- Biografie: Poor Dear Brendan von Andrew Boyle
- Kinderbuch:
  - How Tom Beat Captain Najork and His Hired Sportsmen von Russell Hoban (text) und Quentin Blake (illustr.)
  - The Emperor’s Winding Sheet von Jill Paton Walsh
- First Book: The Life and Death of Mary Wollstonecraft von Claire Tomalin

1975:
- Roman: Docherty von William McIlvanney
- Biografie: In Our Infancy von Helen Corke
- First Book: The Improbable Puritan: A Life of Bulstrode Whitelock von Ruth Spalding

1976:
- Roman: The Children of Dynmouth von William Trevor
- Biografie: Elizabeth Gaskell von Winifred Gerin
- Kinderbuch: A Stitch in Time von Penelope Lively

1977:
- Roman: Injury Time von Beryl Bainbridge
- Biografie: Mary Curzon von Nigel Nicolson
- Kinderbuch: No End to Yesterday von Shelagh Macdonald

1978:
- Roman: Picture Palace von Paul Theroux
- Biografie: Lloyd George: The People’s Champion von John Grigg
- Kinderbuch: The Battle of Bubble and Squeak von Philippa Pearce

1979:
- Roman: The Old Jest von Jennifer Johnston
- Biografie: About Time von Penelope Mortimer
- Kinderbuch: Tulku von Peter Dickinson

1980:
- Roman: How Far Can You Go? (dt. Finger weg) von David Lodge
- Biografie: On the Edge of Paradise: A C Benson the Diarist von David Newsome
- Kinderbuch: John Diamond von Leon Garfield

#### 1981 bis 1990
1981:
- Erster Roman: A Good Man in Africa (dt. Unser Mann in Afrika) von William Boyd
- Roman: Silver’s City von Maurice Leitch
- Biografie: Monty: The Making of a General von Nigel Hamilton
- Kinderbuch: The Hollow Land von Jane Gardam

1982:
- Erster Roman: On the Black Hill (dt. Auf dem Schwarzen Berg) von Bruce Chatwin
- Roman: Young Shoulders von John Wain
- Biografie: Bismarck von Edward Crankshaw
- Kinderbuch: The Song of Pentecost von W. J. Corbett

1983:
- Erster Roman: Flying to Nowhere von John Fuller
- Roman: Fools of Fortune (dt. Toren des Glücks) von William Trevor
- Biografie:
  - Vita von Victoria Glendinning
  - King George V. von Kenneth Rose
- Kinderbuch: The Witches (dt. Hexen hexen) von Roald Dahl

1984:
- Erster Roman: A Parish of Rich Women von James Buchan
- Roman: Kruger’s Alp von Christopher Hope
- Short Story: Tomorrow is our Permanent Address von Diane Rowe
- Biografie: T. S. Eliot von Peter Ackroyd
- Kinderbuch: The Queen of the Pharisees’ Children von Barbara Willard

1985:
- Erster Roman: Oranges are not the only Fruit (dt. Orangen sind nicht die einzige Frucht) von Jeanette Winterson
- Roman: Hawksmoor von Peter Ackroyd
- Lyrik: Elegies von Douglas Dunn – Buch des Jahres
- Biografie: Hugh Dalton von Ben Pimlott
- Kinderbuch: The Nature of the Beast von Janni Howker

1986:
- Erster Roman: Continent von Jim Crace
- Roman: An Artist of the Floating World von Kazuo Ishiguro – Buch des Jahres
- Lyrik: Stet von Peter Reading
- Biografie: Gilbert White von Richard Mabey
- Kinderbuch: The Coal House von Andrew Taylor

1987:
- Erster Roman: The Other Garden von Francis Wyndham
- Roman: The Child in Time (dt. Ein Kind zur Zeit) von Ian McEwan
- Lyrik: The Haw Lantern von Seamus Heaney
- Biografie: Under the Eye of the Clock von Christopher Nolan – Buch des Jahres
- Kinderbuch: A Little Lower than the Angels (dt. Gabriel und der Meisterspieler) von Geraldine McCaughrean

1988:
- Erster Roman: The Comforts of Madness von Paul Sayer – Buch des Jahres
- Roman: The Satanic Verses (dt. Die Satanischen Verse) von Salman Rushdie
- Lyrik: The Automatic Oracle von Peter Porter
- Biografie: Tolstoy von A N Wilson
- Kinderbuch: Awaiting Developments von Judy Allen

1989:
- Erster Roman: Gerontius von James Hamilton-Paterson
- Roman: The Chymical Wedding von Lindsay Clarke
- Lyrik: Shibboleth von Michael Donaghy
- Biografie: Coleridge: Early Visions von Richard Holmes – Buch des Jahres
- Kinderbuch: Why Weeps the Brogan? von Hugh Scott

1990:
- Erster Roman: The Buddha of Suburbia von Hanif Kureishi
- Roman: Hopeful Monsters von Nicholas Mosley – Buch des Jahres
- Lyrik: Daddy, Daddy von Paul Durcan
- Biografie: A. A. Milne: His Life von Ann Thwaite
- Kinderbuch: AK von Peter Dickinson

#### 1991 bis 2000
1991
- Erster Roman: Alma Cogan von Gordon Burn
- Roman: The Queen of the Tambourine von Jane Gardam
- Lyrik: Gorse Fires von Michael Longley
- Biografie: A Life of Picasso von John Richardson – Buch des Jahres
- Kinderbuch: Harvey Angell von Diana Hendry

1992:
- Erster Roman: Swing Hammer Swing! von Jeff Torrington – Buch des Jahres
- Roman: Poor Things von Alasdair Gray
- Lyrik: The Gaze of the Gorgon von Tony Harrison
- Biografie: Trollope von Victoria Glendinning
- Kinderbuch: The Great Elephant Chase von Gillian Cross

1993:
- Erster Roman: Saving Agnes von Rachel Cusk
- Roman: Theory of War von Joan Brady – Buch des Jahres
- Lyrik: Mean Time von Carol Ann Duffy
- Biografie: Philip Larkin: A Writer’s Life von Andrew Motion
- Kinderbuch: Flour Babies (dt. Das Baby-Projekt) von Anne Fine

1994:
- Erster Roman: The Longest Memory von Fred D’Aguiar
- Roman: Felicia’s Journey von William Trevor – Buch des Jahres
- Lyrik: Out of Danger von James Fenton
- Biografie: D. H. Lawrence: The Married Man von Brenda Maddox
- Kinderbuch: Gold Dust von Geraldine McCaughrean

1995:
- Erster Roman: Behind the Scenes at the Museum von Kate Atkinson – Buch des Jahres
- Roman: The Moor’s Last Sigh von Salman Rushdie
- Lyrik: Gunpowder von Bernard O’Donoghue
- Biografie: Gladstone von Roy Jenkins
- Kinderbuch: The Wreck of the Zanzibar von Michael Morpurgo

1996:
- Erster Roman: The Debt to Pleasure von John Lanchester
- Roman: Every Man for Himself von Beryl Bainbridge
- Lyrik: The Spirit Level von Seamus Heaney – Buch des Jahres
- Biografie: Thomas Cranmer: A Life von Diarmaid MacCulloch
- Kinderbuch: The Tulip Touch (dt. Typisch Tulipa) von Anne Fine

1997:
- Erster Roman: The Ventriloquist’s Tale von Pauline Melville
- Roman: Quarantine von Jim Crace
- Lyrik: Tales from Ovid von Ted Hughes – Buch des Jahres
- Biografie: Victor Hugo von Graham Robb
- Kinderbuch: Aquila von Andrew Norriss

1998:
- Erster Roman: The Last King of Scotland von Giles Foden
- Roman: Leading the Cheers von Justin Cartwright
- Lyrik: Birthday Letters von Ted Hughes – Buch des Jahres
- Biografie: Georgiana, Duchess of Devonshire von Amanda Foreman
- Kinderbuch: Skellig (dt. Zeit des Mondes) von David Almond

1999:
- Erster Roman: White City Blue von Tim Lott
- Roman: Music and Silence von Rose Tremain
- Lyrik: Beowulf: A New Verse Translation von Seamus Heaney – Buch des Jahres
- Biografie: Berlioz, Volume 2 von David Cairns
- Kinderbuch: Harry Potter and the Prisoner of Azkaban (dt. Harry Potter und der Gefangene von Askaban) von J. K. Rowling

2000:
- Erster Roman: White Teeth von Zadie Smith – Buch des Jahres
- Roman: English Passengers von Matthew Kneale
- Lyrik: The Asylum Dance von John Burnside
- Biografie: Bad Blood, A Memoir von Lorna Sage
- Kinderbuch: Coram Boy von Jamila Gavin

#### 2001 bis 2005
2001:
- Erster Roman: Something Like a House von Sid Smith
- Roman: Twelve Bar Blues von Patrick Neate
- Lyrik: Bunny von Selima Hill
- Biografie: Selkirk’s Island von Diana Souhami
- Kinderbuch: The Amber Spyglass von Philip Pullman (Band 3 von His Dark Materials) – Buch des Jahres

2002:
- Erster Roman: The Song of Names von Norman Lebrecht
- Roman: Spies von Michael Frayn
- Lyrik: The Ice Age von Paul Farley
- Biografie: Samuel Pepys: The Unequalled Self von Claire Tomalin – Buch des Jahres
- Kinderbuch: Saffy’s Angel von Hilary McKay

2003:
- Erster Roman: Vernon God Little von DBC Pierre
- Roman: The Curious Incident of the Dog in the Night-Time (deutsch: Supergute Tage oder Die sonderbare Welt des Christopher Boone) von Mark Haddon – Buch des Jahres
- Lyrik: Landing Light von Don Paterson
- Biografie: Orwell: The Life von D. J. Taylor
- Kinderbuch: The Fire-Eaters (dt. Feuerschlucker) von David Almond

2004:
- Erster Roman: Eve Green von Susan Fletcher
- Roman: Small Island von Andrea Levy – Buch des Jahres
- Lyrik: Corpus von Michael Symmons Roberts
- Biografie: My Heart is My Own: The Life of Mary Queen of Scots von John Guy
- Kinderbuch: Not the End of the World (dt. Nicht das Ende der Welt) von Geraldine McCaughrean

2005:
- Erster Roman: The Harmony Silk Factory von Tash Aw
- Roman: the accidental von Ali Smith
- Lyrik: Cold Calls von Christopher Logue
- Biografie: Matisse The Master von Hilary Spurling – Buch des Jahres
- Kinderbuch: The New Policeman von Kate Thompson

### Preisträger desCosta Book Awards
2006:
- Erster Roman: The Tenderness of Wolves (dt. Die Zärtlichkeit der Wölfe) von Stef Penney – Buch des Jahres
- Roman: Restless (dt. Ruhelos) von William Boyd
- Lyrik: Letter to Patience von John Haynes
- Biografie: Keeping Mum von Brian Thompson
- Kinderbuch: Set in Stone von Linda Newbery

2007:
- Erster Roman: What Was Lost (dt. Was mit Kate geschah) von Catherine O’Flynn
- Roman: Day (dt. Day) von A. L. Kennedy – Buch des Jahres
- Lyrik: Tilt von Jean Sprackland
- Biografie: Young Stalin (dt. Der junge Stalin) von Simon Sebag-Montefiore
- Kinderbuch: The Bower Bird von Ann Kelley

2008:
- Erster Roman: The Outcast (dt. Der Außenseiter) von Sadie Jones
- Roman: The Secret Scripture (dt. Ein verborgenes Leben) von Sebastian Barry – Buch des Jahres
- Lyrik: The Broken Word von Adam Foulds
- Biografie: Somewhere Towards the End (dt. Irgendwo ein Ende: Vom guten Leben im Alter) von Diana Athill
- Kinderbuch: Just Henry von Michelle Magorian

2009:
- Erster Roman: Beauty von Raphael Selbourne
- Roman: Brooklyn (dt. Brooklyn) von Colm Tóibín
- Lyrik: A Scattering von Christopher Reid – Buch des Jahres
- Biografie: The Strangest Man: The Hidden Life of Paul Dirac, Quantum Genius von Graham Farmelo
- Kinderbuch: The Ask and the Answer (dt. New World: Das dunkle Paradies) von Patrick Ness

2010:
- Erster Roman: Witness the Night (dt. Die Überlebende) von Kishwar Desai
- Roman: The Hand That First Held Mine (dt. Die Hand, die damals meine hielt) von Maggie O’Farrell
- Lyrik: Of Mutability von Jo Shapcott – Buch des Jahres
- Biografie: The Hare With Amber Eyes (dt. Der Hase mit den Bernsteinaugen – Das verborgene Erbe der Familie Ephrussi) von Edmund de Waal
- Kinderbuch: Out of Shadows von Jason Wallace

2011:
- Erster Roman: Tiny Sunbirds Far Away von Christie Watson
- Roman: Pure (dt. Friedhof der Unschuldigen) von Andrew Miller – Buch des Jahres
- Lyrik: The Bees von Carol Ann Duffy
- Biografie: Now All Roads Lead to France von Matthew Hollis
- Kinderbuch: Blood Red Road von Moira Young

2012:
- Erster Roman: The Innocents (dt. Die Arglosen) von Francesca Segal
- Roman: Bring up the Bodies (dt. Falken) von Hilary Mantel – Buch des Jahres
- Kinderbuch: Maggot Moon (dt. Zerbrochener Mond) von Sally Gardner
- Lyrik: The Overhaul von Kathleen Jamie
- Biografie: Dotter of Her Father’s Eyes von Mary M. Talbot und Bryan Talbot

2013:
- Erster Roman: The Shock of the Fall (dt. Nachruf auf den Mond) von Nathan Filer – Buch des Jahres
- Roman: Life after Life (dt. Die Unvollendete) von Kate Atkinson
- Kinderbuch: Goth Girl and the Ghost of a Mouse von Chris Riddell
- Lyrik: Drysalter von Michael Symmons Roberts
- Biografie: The Pike: Gabriele D’Annunzio – Poet, Seducer and Preacher of War von Lucy Hughes-Hallett

2014:
- Erster Roman: Elizabeth is Missing (dt. Elizabeth wird vermisst) von Emma Healey
- Roman: How to be both (dt. Von Gleich zu Gleich) von Ali Smith
- Kinderbuch: Five Children on the Western Front von Kate Saunders
- Lyrik: My Family and Other Superheroes von Jonathan Edwards
- Biografie: H Is For Hawk (dt. H wie Habicht) von Helen Macdonald – Buch des Jahres

2015:
- Erster Roman: The Loney von Andrew Michael Hurley
- Roman: A God in Ruins (dt. Glorreiche Zeiten) von Kate Atkinson
- Kinderbuch: The Lie Tree von Frances Hardinge – Buch des Jahres
- Lyrik: 40 Sonnets von Don Paterson
- Biografie: The Invention of Nature: How Alexander Von Humboldt Revolutionized Our World von Andrea Wulf

2016:
- Erster Roman: Golden Hill von Francis Spufford
- Roman: Days Without End von Sebastian Barry – Buch des Jahres
- Kinderbuch: The Bombs That Brought Us Together von Brian Conaghan
- Lyrik: Falling Awake von Alice Oswald
- Biografie: Dadland: A Journey into Uncharted Territory von Keggie Carew

2017:
- Erster Roman: Eleanor Oliphant Is Completely Fine von Gail Honeyman
- Roman: Reservoir 13 von Jon McGregor
- Kinderbuch: The Explorers von Katherine Rundell
- Lyrik: Inside the Wave von Helen Dunmore (postum) – Buch des Jahres
- Biografie: In the Days of Rain von Rebecca Stott

2018:
- Erster Roman: The Seven Deaths of Evelyn Hardcastle von Stuart Turton
- Roman: Normal People von Sally Rooney
- Kinderbuch: The Skylarks’ War von Hilary McKay
- Lyrik: Assurances von J. O. Morgan
- Biografie: The Cut Out Girl von Bart van Es – Buch des Jahres

2019:
- Erster Roman: The Confessions of Frannie Langton von Sara Collins
- Roman: Middle England von Jonathan Coe
- Kinderbuch: Asha & the Spirit Bird von Jasbinder Bilan
- Lyrik: Flèche von Mary Jean Chan
- Biografie: The Volunteer von Jack Fairweather – Buch des Jahres

2020:
- Erster Roman: Love After Love von Ingrid Persaud
- Roman: The Mermaid of Black Conch: A Love Story von Monique Roffey – Buch des Jahres
- Kinderbuch: Voyage of the Sparrowhawk von Natasha Farrant
- Lyrik: The Historians von Eavan Boland (postum)
- Biografie: The Louder I Will Sing von Lee Lawrence

2021:
- Erster Roman: Open Water von Caleb Azumah Nelson
- Roman: Unsettled Ground von Claire Fuller
- Kinderbuch: The Crossing von Manjeet Mann
- Lyrik: The Kids von Hannah Lowe – Buch des Jahres
- Biografie: Fall: The Mystery of Robert Maxwell von John Preston

## Costa Short Story Award
- 2012: Millie and Bird von Avril Joy[6]
- 2013: The Keeper of the Jackalopes von Angela Readman[6]
- 2014: Fishskin, Hareskin von Zoe Gilbert[7]
- 2015: Rogey von Danny Murphy[8][9]
- 2016: Dirty Little Fishes von Jess Kidd
- 2017: Two Steak Bakes and Two Chelsea Buns von Luan Goldie
- 2018: Breathing Water von Caroline Ward Vine
- 2019: The Dedicated Dancers of The Greater Oaks Retirement Community von Anna Dempsey
- 2020: The Person Who Serves, Serves Again von Tessa Sheridan
- 2021: Sunblock von L. E. Yates